# Avenue Louis-Barthou
Pour les articles homonymes, voir Louis Barthou et Barthou.
L'avenue Louis-Barthou est une voie du 16e arrondissement de Paris, en France.

## Situation et accès
L'avenue Louis-Barthou est une voie publique située dans le 16e arrondissement de Paris. Elle débute avenue du Maréchal-Fayolle et se termine place de Colombie.

## Origine du nom

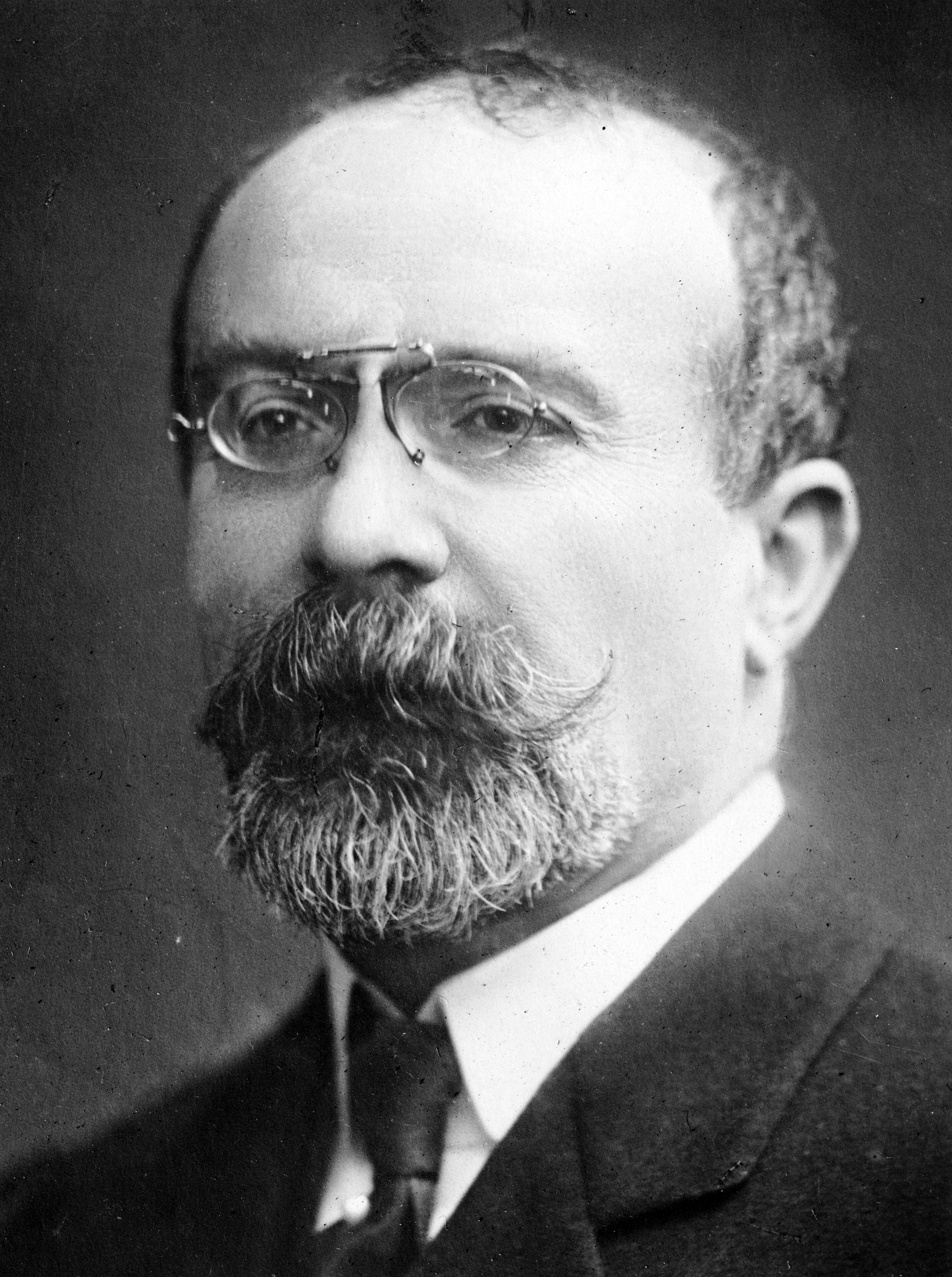
Louis Barthou.

Elle doit son nom à Louis Barthou (1862-1934), avocat et homme politique français.

## Historique
Cette rue, ouverte en 1931 sur l'emplacement du bastion no 50 de l'enceinte de Thiers, était une partie de l'avenue du Maréchal-Fayolle qui en a été détachée le 27 juillet 1936 pour prendre sa dénomination actuelle.

## Bâtiments remarquables et lieux de mémoire
- Stade de la Muette
- Square Alexandre-Ier-de-Yougoslavie
- Bois de Boulogne